# Karol Hein
Karol Jan Józef Hein ps. „Satyr”  (ur. 8 marca 1897 w Stanisławowie, zm. wiosną 1940 w Katyniu) – major dyplomowany artylerii Wojska Polskiego, działacz niepodległościowy.

## Życiorys
Urodził się w rodzinie Franciszka i Emilii z Maschinów. Uczeń Gimnazjum we Lwowie. Egzamin dojrzałości zdał w Wiedniu. Od 21 sierpnia 1914 roku do 28 lutego 1915 roku był żołnierzem IV baonu 1 pułku piechoty Legionów Polskich. Uznany za niezdolnego do służby został zwolniony z Legionów . Walczył pod Krzywopłotami i Łowczówkiem. Od 1 listopada do 6 grudnia 1918 roku walczył na I Odcinku obrony Lwowa . W czasie wojny 1920 w stopniu podporucznika służył w 5 pułku artylerii polowej.  
3 maja 1922 roku został zweryfikowany w stopniu porucznika ze starszeństwem z dniem 1 czerwca 1919 roku i 263. lokatą w korpusie oficerów artylerii, a jego oddziałem macierzystym był 11 pułk artylerii polowej. W następnych latach kontynuował służbę w 11 pap w Stanisławowie. 31 marca 1924 roku został awansowany na kapitana ze starszeństwem z dniem 1 lipca 1923 roku i 144. lokatą w korpusie oficerów artylerii. Z dniem 1 listopada 1925 roku został przydzielony do Wyższej Szkoły Wojennej w Warszawie, w charakterze słuchacza Kursu Normalnego 1925–1927 (VI promocja). Z dniem 28 października 1927 roku, po ukończeniu kursu i otrzymaniu dyplomu naukowego oficera sztabu generalnego, został przydzielony do Biura Ogólno Organizacyjnego Ministerstwa Spraw Wojskowych w Warszawie. Na stopień majora został mianowany ze starszeństwem z dniem 1 stycznia 1936 roku i 4. lokatą w korpusie oficerów artylerii. W 1939 roku pełnił służbę w Oddziale I Sztabu Głównego na stanowisku kierownika III referatu mobilizacyjnego Wydziału Mobilizacyjnego. 
W kampanii wrześniowej wzięty do niewoli radzieckiej, od  17 listopada 1939 osadzony w Kozielsku. Między 7 a 9 kwietnia 1940 przekazany do dyspozycji naczelnika smoleńskiego obwodu NKWD – lista wywózkowa 017/2, poz. 51, nr akt 1796 z 5.04.1940. Został zamordowany między 9 a 11 kwietnia 1940 przez NKWD w lesie katyńskim. Zidentyfikowany podczas ekshumacji prowadzonej przez Niemców w 1943, zapis w dzienniku ekshumacji pod datą 11.05.1943. Przy szczątkach znaleziono kartę szczepień nr 1144, 3 karty pocztowe, jeden list. Figuruje na liście AM-211-1633 i liście Komisji Technicznej PCK pod numerem 01633. Nazwisko Heina znajduje się na liście ofiar (pod nr 1633) opublikowanej w Gońcu Krakowskim nr 123 i w Nowym Kurierze Warszawskim nr 128 z 1943. W Archiwum Robla w pakiecie 02567-01 Konstantego Zacherta znajduje się deklaracja jeńców obozu kozielskiego z 17 listopada 1939, wśród których wymieniony jest Karol Hein, o braku polskich środków pieniężnych. 
Karol Hein nie założył rodziny.
5 października 2007 roku Minister Obrony Narodowej Aleksander Szczygło mianował go pośmiertnie do stopnia podpułkownika. Awans został ogłoszony 9 listopada 2007 roku, w Warszawie, w trakcie uroczystości „Katyń Pamiętamy – Uczcijmy Pamięć Bohaterów”.

## Ordery i odznaczenia
- Krzyż Niepodległości – 27 czerwca 1938 „za pracę w dziele odzyskania niepodległości”[15][1], zamiast uprzednio (17 września 1932) nadanego Medalu Niepodległości[16]
- Krzyż Walecznych trzykrotnie[17][18]
- Srebrny Krzyż Zasługi – 19 marca 1931 „za zasługi na polu wyszkolenia wojska”[19][20][21]
- Medal Dziesięciolecia Odzyskanej Niepodległości
- Krzyż Kampanii Wrześniowej – pośmiertne 1 stycznia 1986

Był przedstawiony do odznaczenia Orderem Virtuti Militari.